# Orasemorpha didentata
Orasemorpha didentata är en stekelart som först beskrevs av Girault 1940.  Orasemorpha didentata ingår i släktet Orasemorpha och familjen Eucharitidae. Inga underarter finns listade i Catalogue of Life.